# Antiope (planetka)
(90) Antiope je dvojitá planetka v hlavním pásu planetek. Byla objevena 1. října 1866 Robertem Lutherem. V roce 2000 bylo zjištěno, že jde o dvě téměř stejně velké tělesa obíhající kolem sebe. Mají průměr přibližně 88 a 84 km, tato velikost je řadí mezi 500 největších planetek vůbec.

## Vlastnosti
Nejvýznačnějším rysem 90 Antiope je, že jde o dva téměř stejně velké objekty obíhající kolem společného těžiště. Odlišnost ve váze je maximálně 2,5 %, což z 90 Antiope dělá skutečně „dvojitou planetku“.